# Złatar
Złatar (bułg. Златар) – wieś w Bułgarii, w obwodzie Szumen, w gminie Weliki Presław. W 2024 roku liczyła 1204 mieszkańców.